# 955
| 955                |
| ------------------ |
| Dødsfald - Fødsler |
| • Begivenheder     |

| Gregoriansk kalender | 955 CMLV                |
| Ab urbe condita      | 1708                    |
| Armensk kalender     | 404 ԹՎ ՆԴ               |
| Kinesiske kalender   | 3651 – 3652 甲寅 – 乙卯 |
| Etiopisk kalender    | 947 – 948               |
| Jødisk kalender      | 4715 – 4716             |
| Hindukalendere       |                         |
| - Vikram Samvat      | 1010 – 1011             |
| - Shaka Samvat       | 877 – 878               |
| - Kali Yuga          | 4056 – 4057             |
| Iransk kalender      | 333 – 334               |
| Islamisk kalender    | 343 – 344               |

Se også 955 (tal)

## Begivenheder
- April – Kejser Basileoios. 2 opløste en arabisk belejring af Aleppo og nåede at førte sin hær til Tripoli, før ægyptiske styrker standser ham.

## Født
- Ælfric af Eynsham, engelsk abbed og forfatter. (død 1020).